# فیتوپلاسما
فیتوپلاسماها باکتری‌های تخصص‌یافته و انگل اجباری بافت آبکش گیاه هستند وحشرات ناقل (ناقل) هستند حشرات آنها را درون سلول گیاه تزریق می‌کنند. آنها در سال ۱۹۶۷ توسط دانشمندان کشف شده و به نام ارگانیسم‌های شبیه-مایکوپلاسما یا ام‌ال‌اُ‌اس نامیده شدند. آنها را نمی‌توان در محیط آزمایشگاه کشت داد و همین مسئله اطلاعات ما را در مورد آنها محدود می‌کند. با این وجود، هنوز در مرحله آزمایش، اخیراً رشد فیتوپلاسما در وسیله مصنوعی اثبات شده‌است.

## نگارخانه

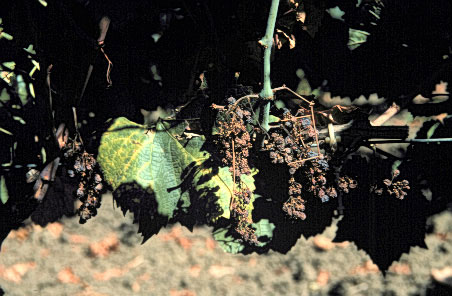
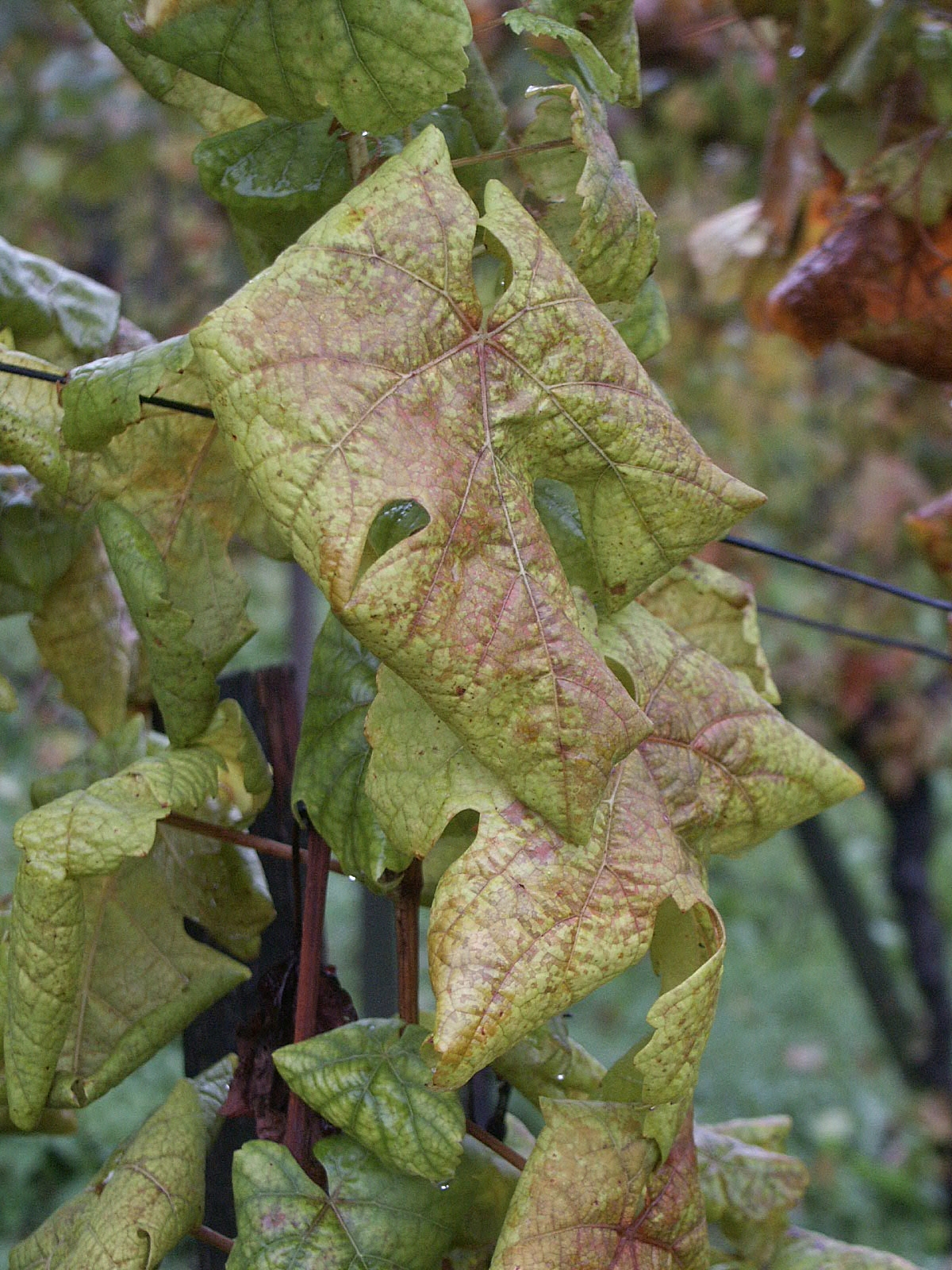
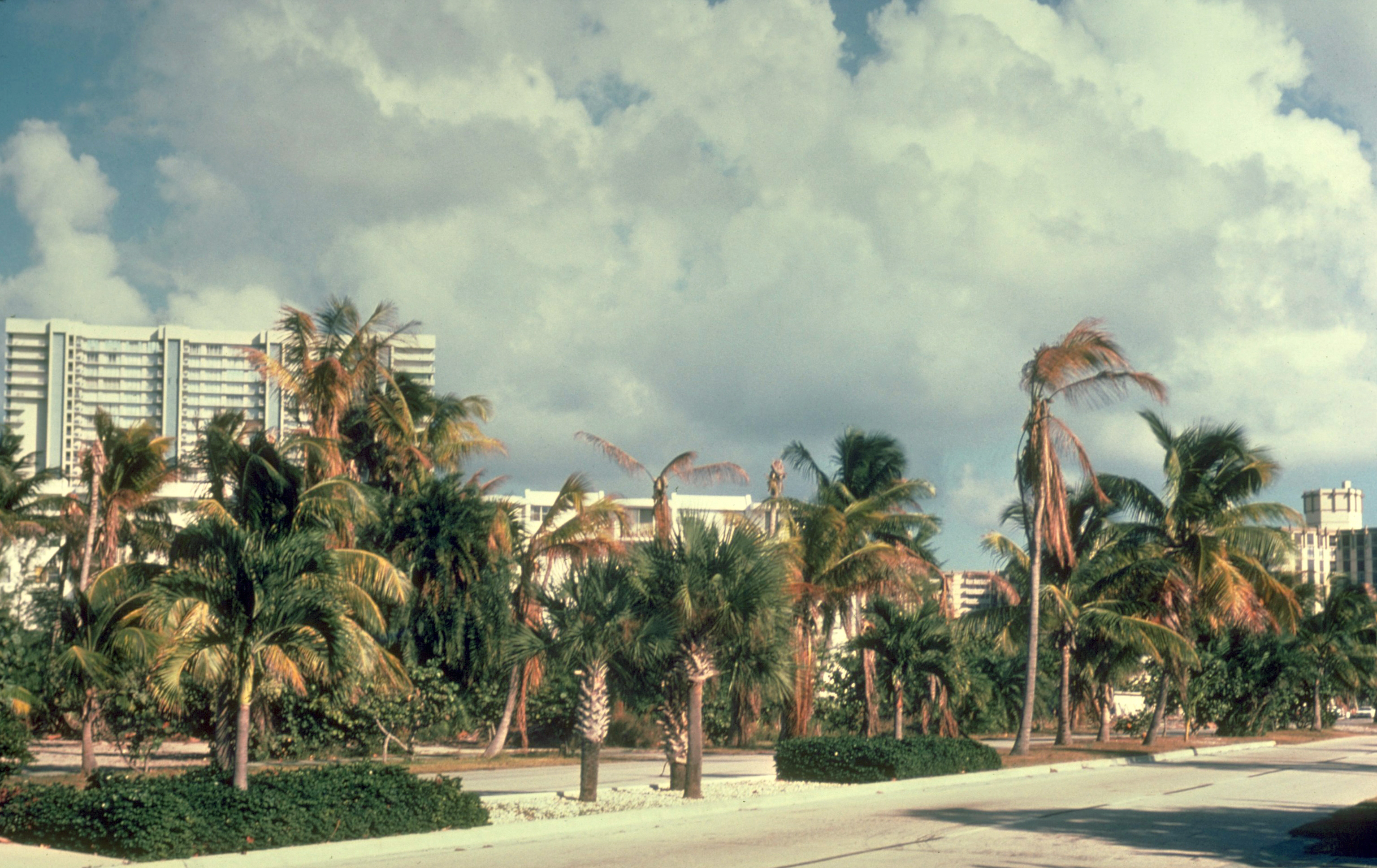
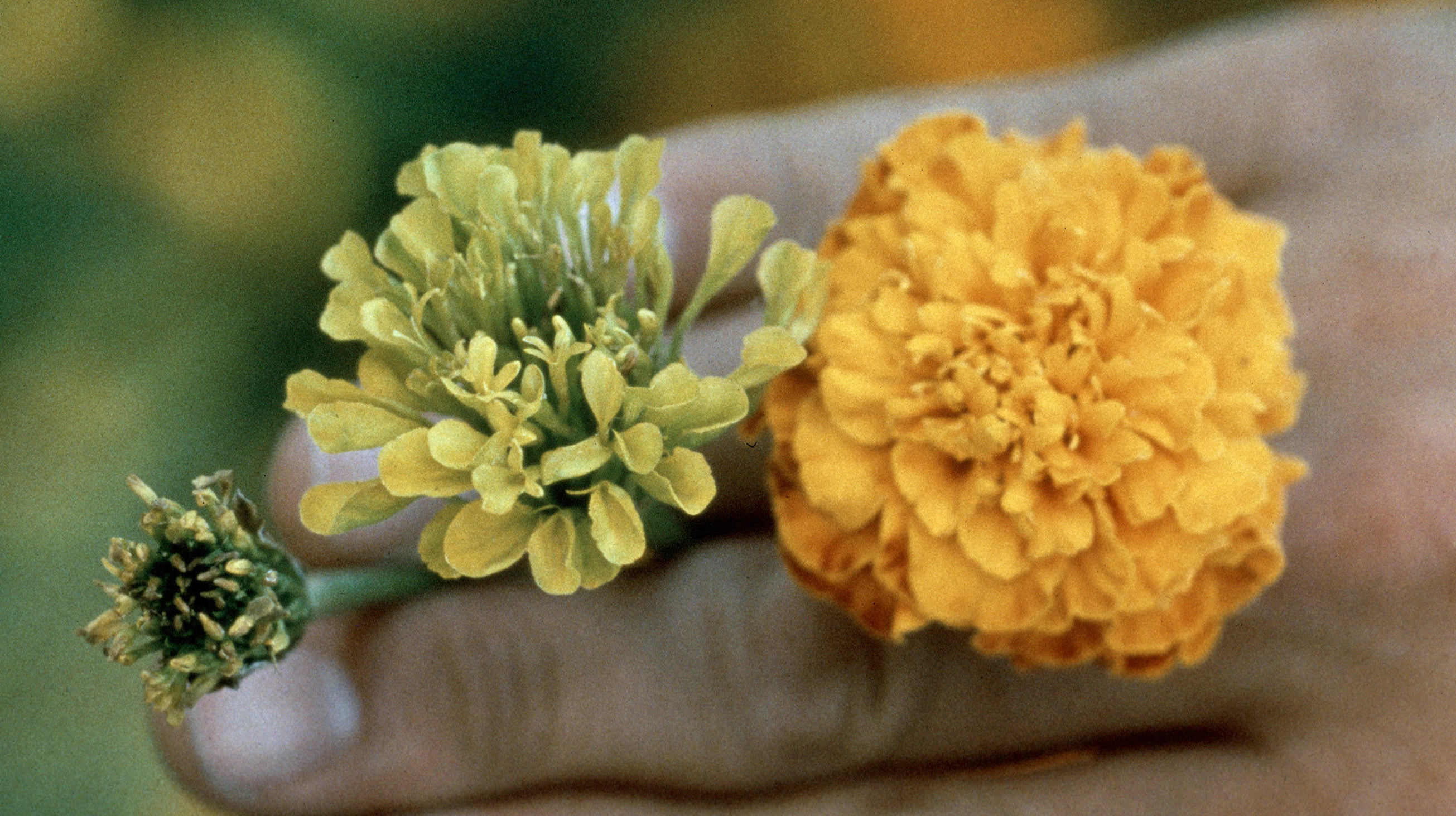
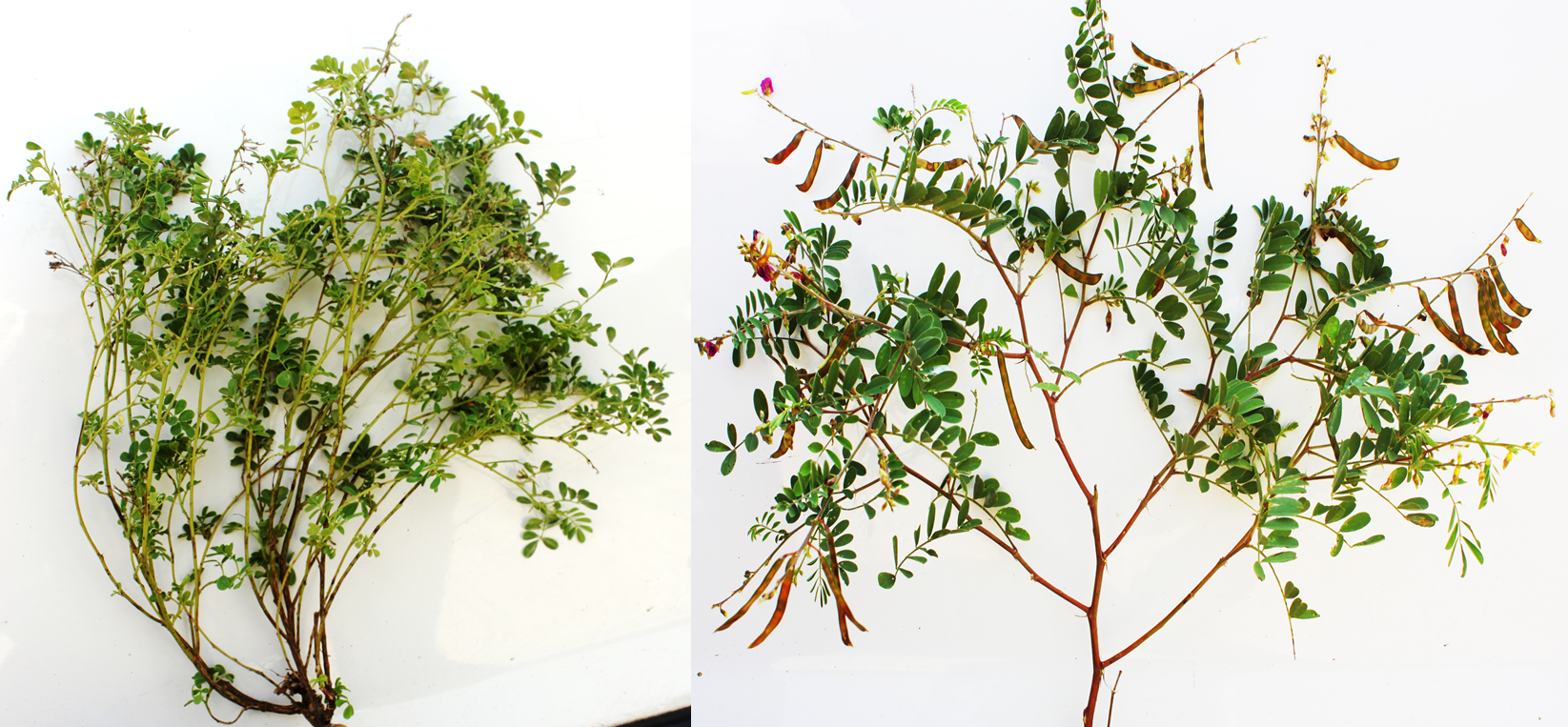
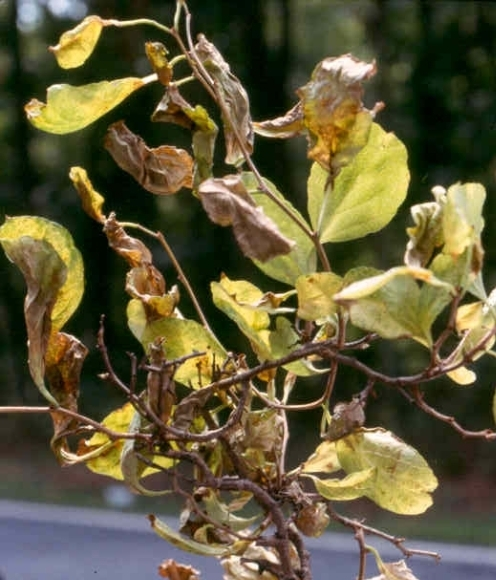
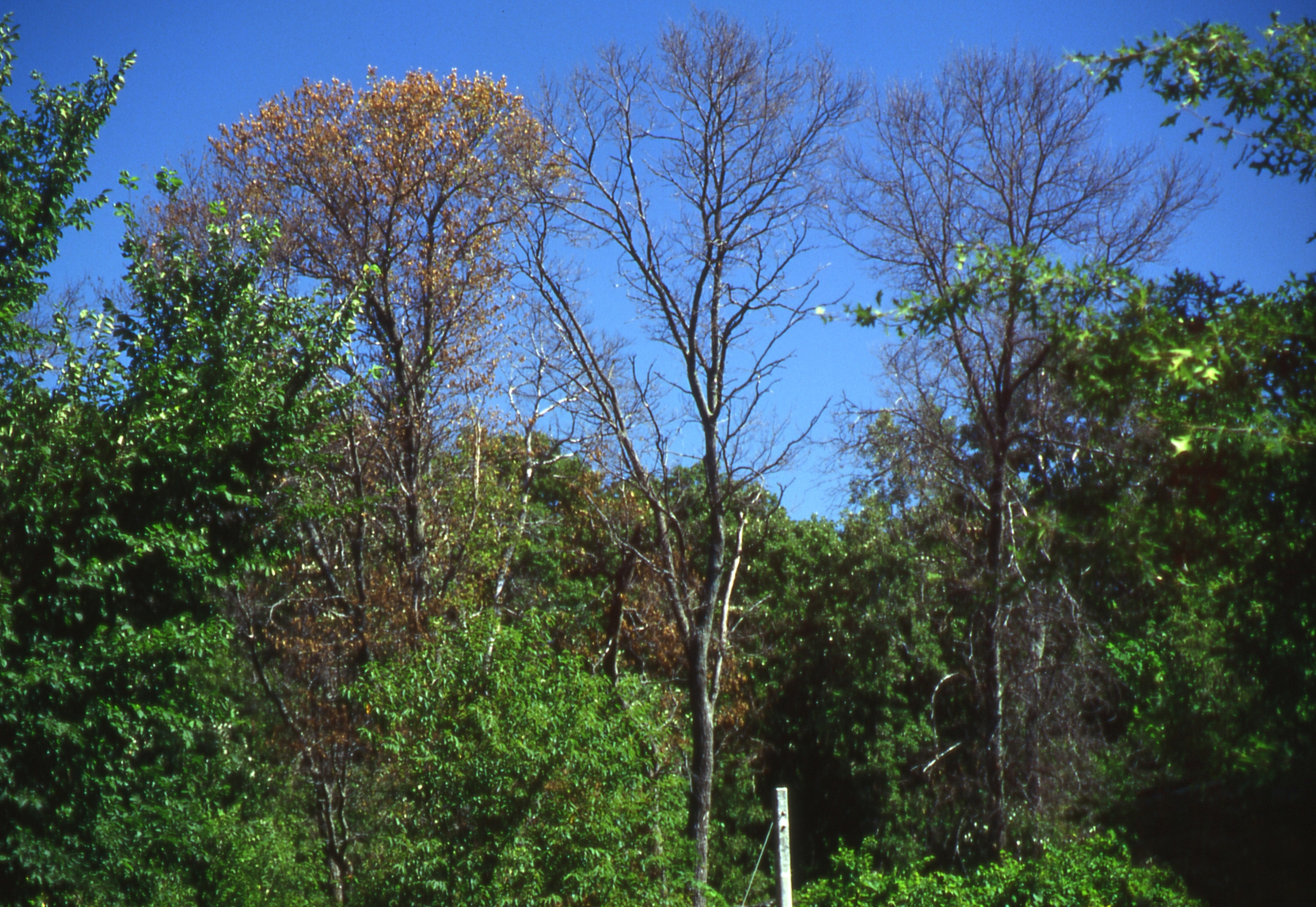
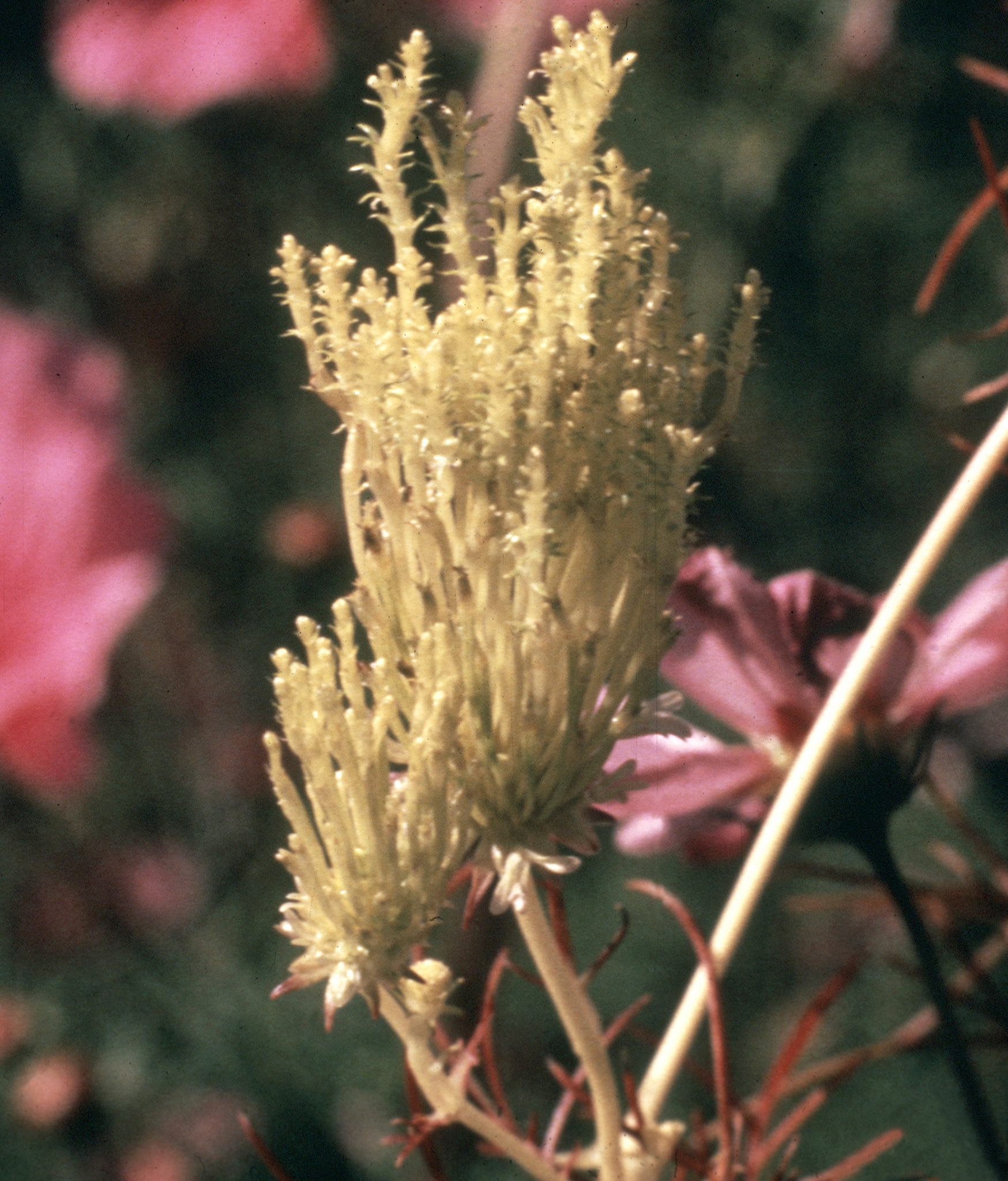
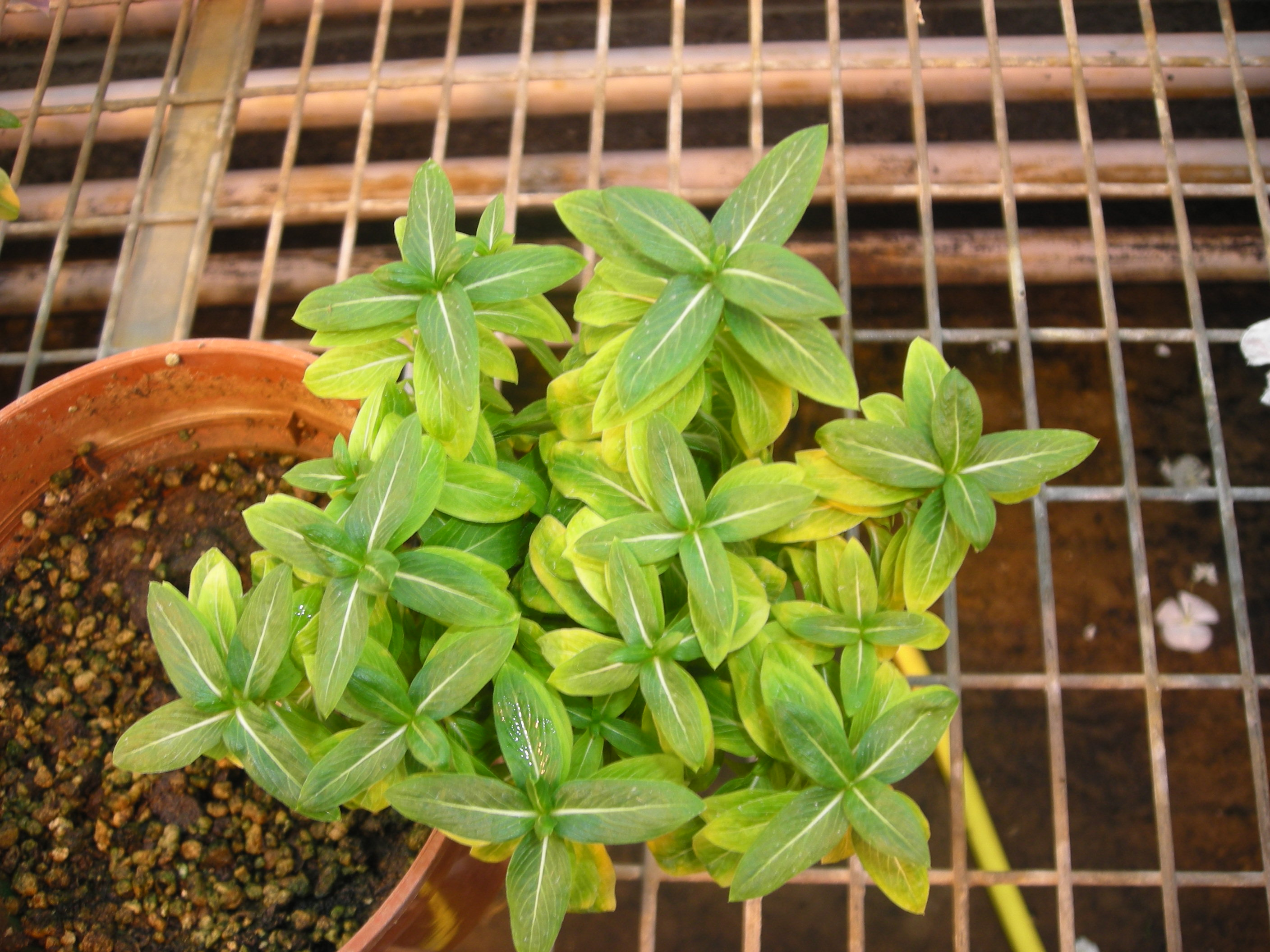
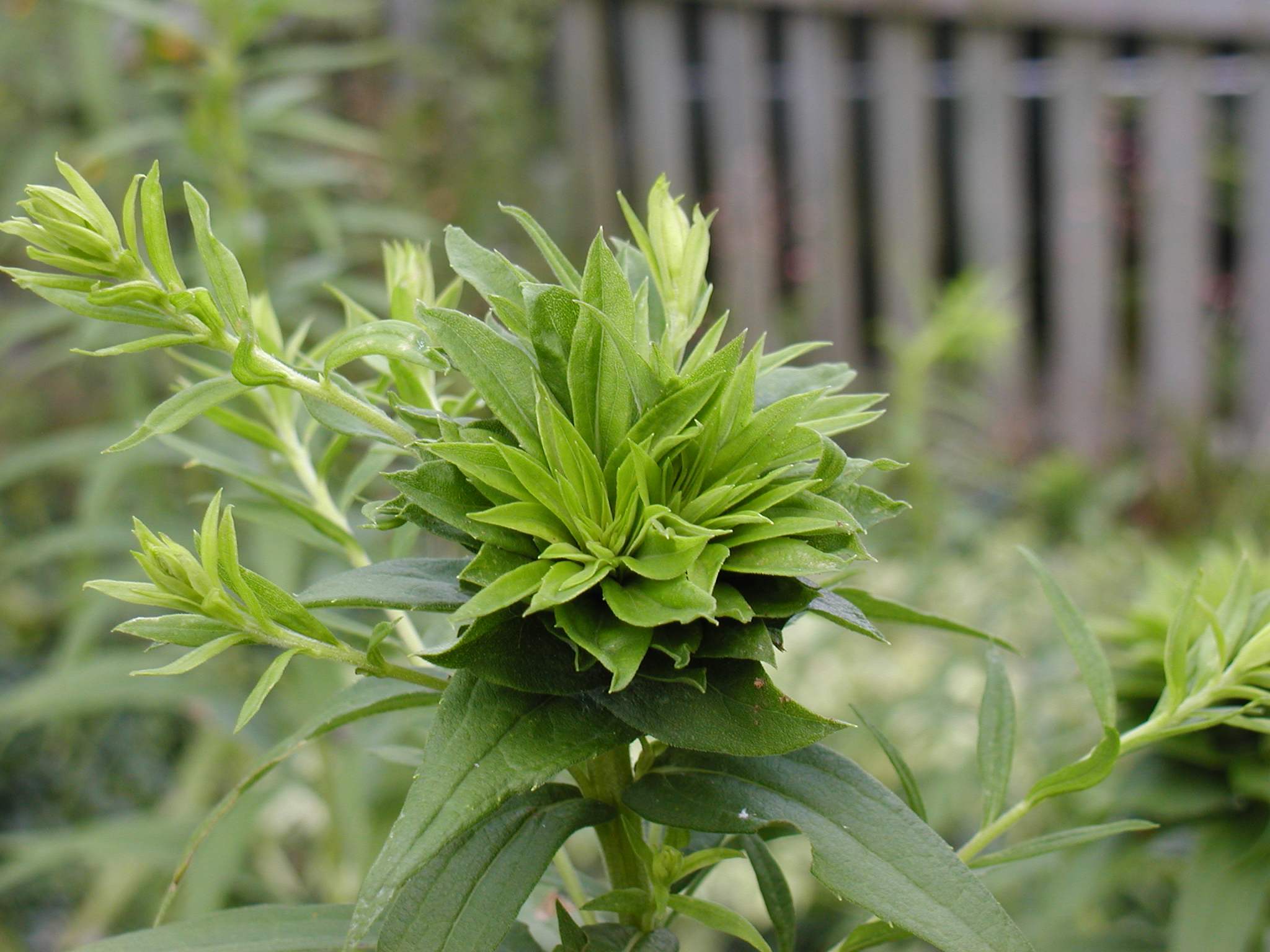
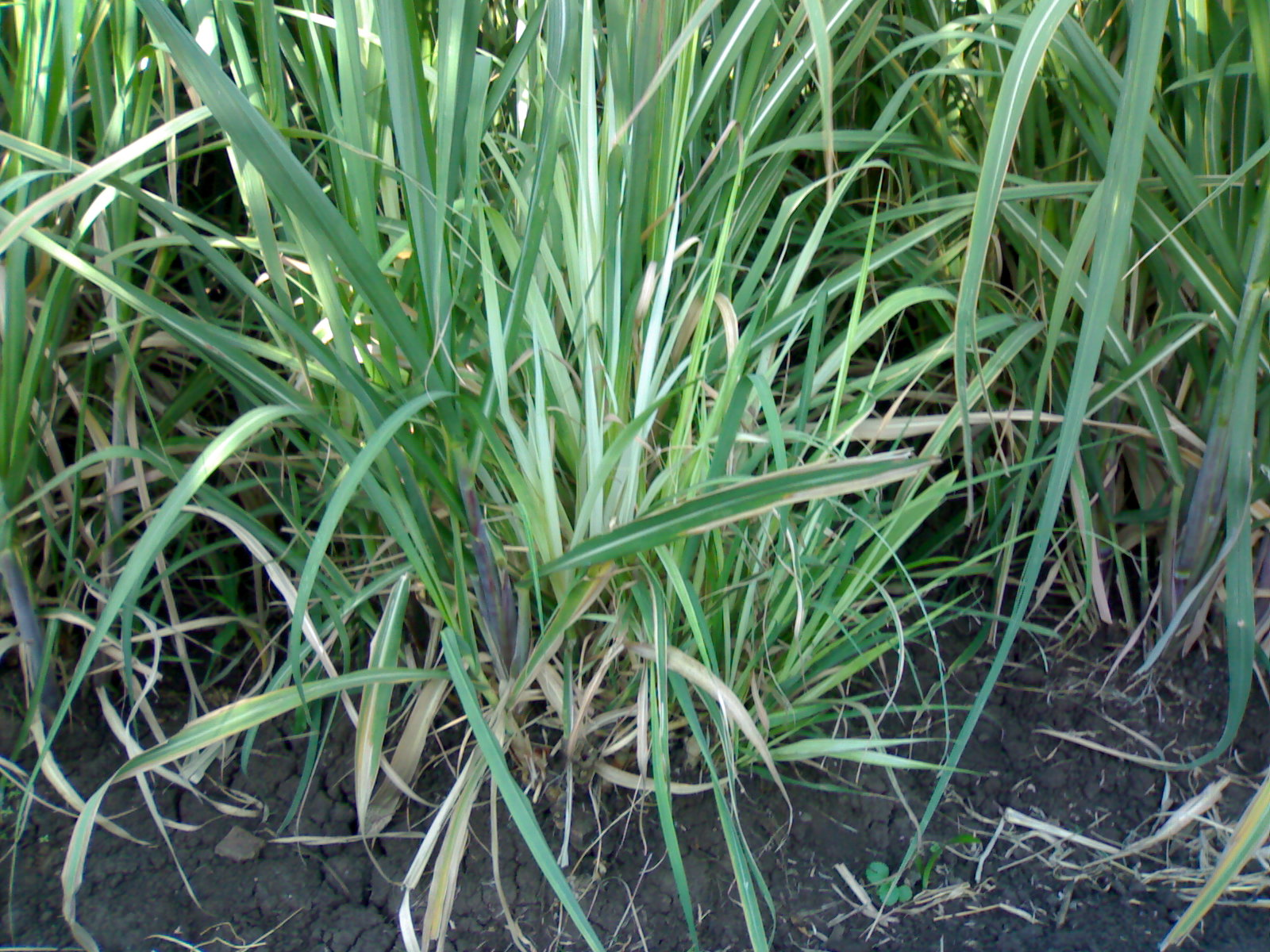
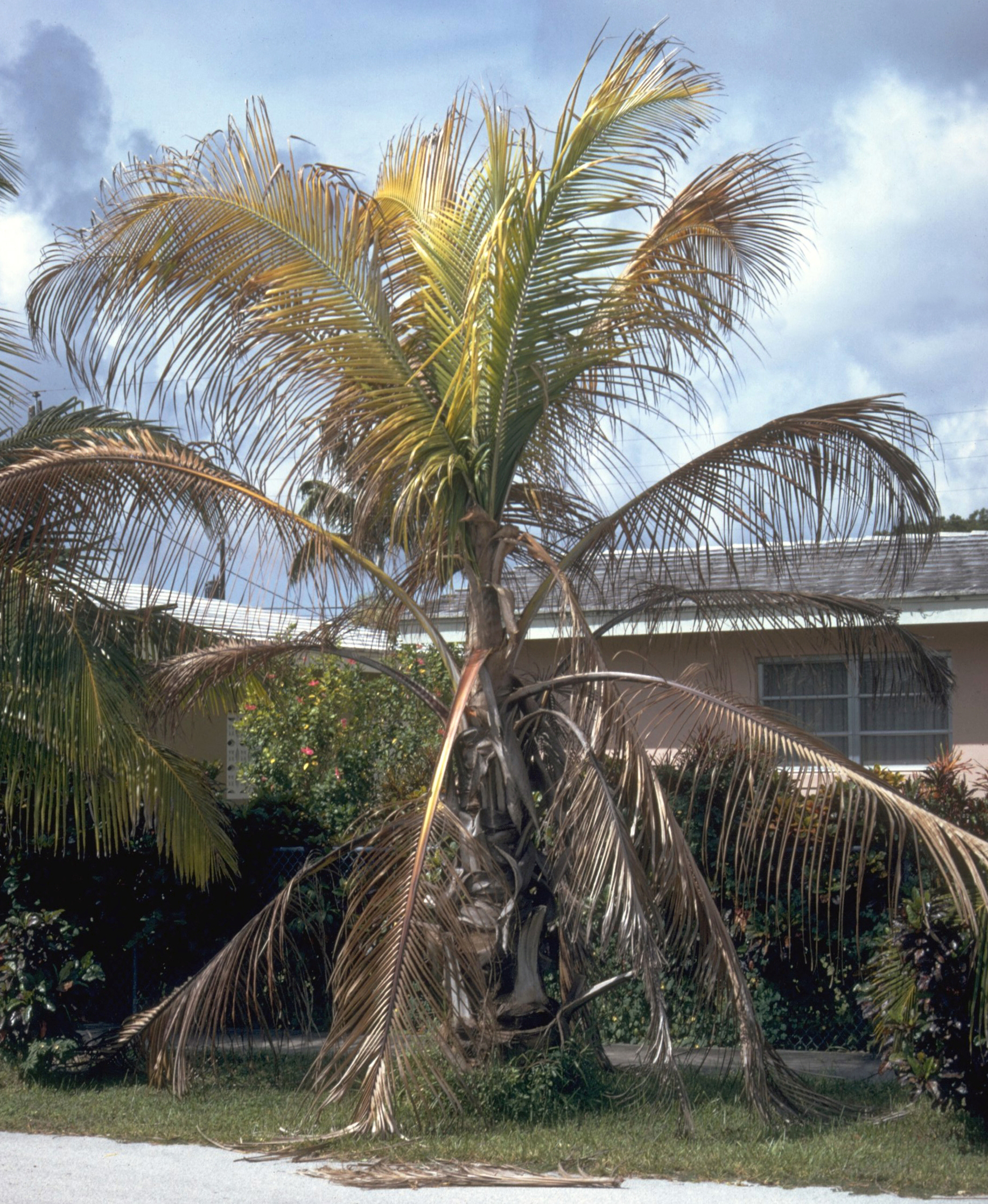
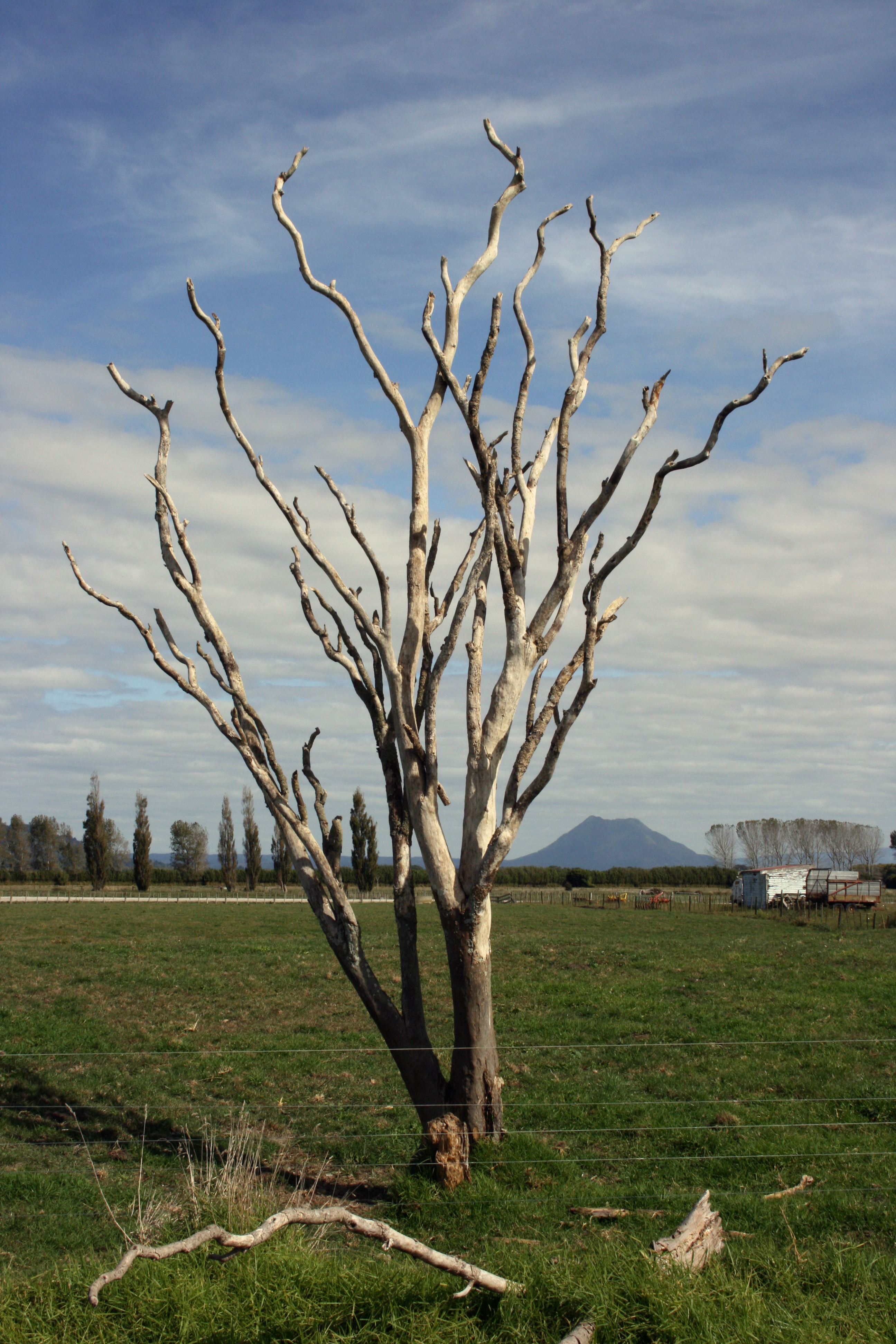